# Christina Cole
Christina Cole (Londra, 8 maggio 1982) è un'attrice britannica, nota per aver interpretato il ruolo di Cassie Hughes nella serie televisiva Hex.
Ha interpretato il suo primo ruolo, nel film Una ragazza e il suo sogno (2003), mentre frequentava ancora la scuola di recitazione. Il primo ruolo principale è stato quello di Cassie Hughes nella serie Hex. Ha interpretato Cassie per l'intera prima stagione e per i primi tre episodi della seconda.

## Filmografia parziale

### Attrice

#### Cinema
- Una ragazza e il suo sogno (What a Girl Wants), regia di Dennie Gordon (2003)
- Casino Royale, regia di Martin Campbell (2006)
- Le morti di Ian Stone (The Deaths of Ian Stone), regia di Dario Piana (2007)
- Miss Pettigrew (Miss Pettigrew Lives for a Day), regia di Bharat Nalluri (2008)
- Doghouse, regia di Jake West (2009)
- Blitz, regia di Elliott Lester (2011)
- Mutual Friends, regia di Matthew Watts (2013)
- Jupiter - Il destino dell'universo (Jupiter Ascending), regia di The Wachowskis (2015)

#### Televisione
- Christmas in Pine Valley – Film (1995)
- Hex – serie TV, 9 episodi (2004-2005)
- Miss Marple (Agatha Christie's Marple) – serie TV, episodio 1x02 (2004)
- Jane Eyre, regia di Susanna White – miniserie TV, 4 puntate (2006)
- Doctor Who – serie TV, episodio 3x02 (2007)
- Il romanzo di Amanda (Lost in Austen), regia di Dan Zeff – miniserie TV, 4 puntate (2008)
- Emma, regia di Jim O'Hanlon – miniserie TV, 2 puntate (2009)
- L'ispettore Barnaby (Midsomer Murders) – serie TV, episodio 13x04 (2010)
- Chaos – serie TV, 13 episodi (2011)
- Suits – serie TV, 17 episodi (2015-2018)
- Rosemary's Baby, regia di Agnieszka Holland – miniserie TV, 2 puntate (2014)
- The Indian Detective, regia di Sandy Johnson – miniserie TV, 4 puntate (2017)
- SS-GB, regia di Philipp Kadelbach – miniserie TV, 4 puntate (2017)
- Innocent – serie TV, 4 episodi (2018)
- Strike – serie TV, 6 episodi (2020-2022)
- Grantchester – serie TV, episodio 6x02 (2021)
- The Window – serie TV, 10 episodi (2022)
- The Crown – serie TV, episodio 6x09 (2023)

### Doppiatrice
- Alan Wake II – videogioco (2023)

## Doppiatrici italiane
Nelle versioni in italiano delle opere in cui ha recitato, Christina Cole è stata doppiata da:
- Valentina Mari in Blitz, Chaos, Rosemary's Baby
- Domitilla D'Amico in Una ragazza e il suo sogno, Hex
- Rossella Acerbo in Casino Royale
- Tiziana Avarista in Le morti di Ian Stone
- Antonella Baldini in Jupiter - Il destino dell'universo
- Selvaggia Quattrini in Miss Marple
- Barbara De Bortoli in Jane Eyre
- Ilaria Latini in Emma
- Federica De Bortoli in Suits

Da doppiatrice è stata sostituita da:
- Stefania De Peppe in Final Fantasy XVI